# Pankraz Labenwolf
Pankraz Labenwolf (* 1492 in Nürnberg; † 20. September 1563 ebenda) war ein deutscher Erzgießer.
Labenwolf war Schüler und Schwiegersohn von Peter Vischer und arbeitete mit ihm an dessen Renaissance-Gitter für das Fuggerbegräbnis in Augsburg. Dieses Gitter befand sich, nachdem die Fugger es nicht abnahmen, später im Großen Rathaussaal von Nürnberg und ging dann verschollen. Im Rathaussaal befindet sich heute eine Kopie. 1519 erhielt Labenwolf die Bürgerrechte, eröffnete 1523 seine eigene Werkstätte und erhielt schließlich 1537 die Erlaubnis zum Bau einer eigenen Gießerei. 
Seine Werke gestaltete Labenwolf meist nach hölzernen Vorlagen von Bildhauern. 
Pankraz Labenwolf starb am 20. September 1563 in Nürnberg. Sein Sohn Georg († 1585) führte die Werkstatt fort.

## Werke

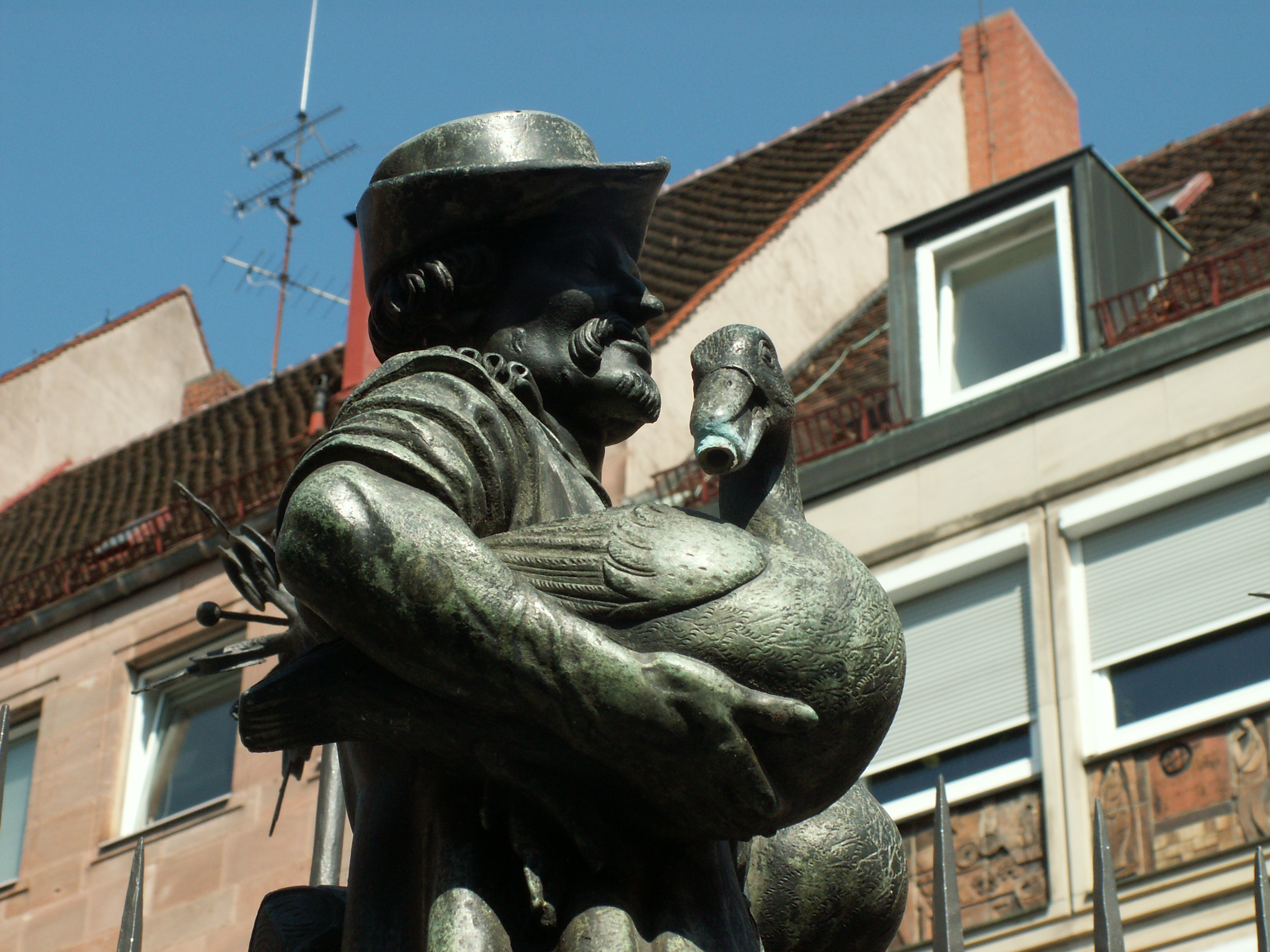
Gänsemännchenbrunnen in Nürnberg

- Vermutlich 1550 das Gänsemännchen, auf dem nach der Figur benannten Brunnen im Hof des Rathaus-Neubaus: Ein Bauer mit zwei wasserspeienden Gänsen unter den Armen. Der Brunnen stand ehemals auf dem Nürnberger Gänsemarkt (heute: Obstmarkt), hinter der Frauenkirche.
- Rathausbrunnen ("Puttenbrunnen") im Hof des Nürnberger Rathauses, 1549/1557, Becken, darüber ein, eine Fahne haltender, Knabe (Putto) auf einer Säule.
- Grabmal für den Grafen Gottfried Werner von Zimmern in der Pfarrkirche St. Martin in Meßkirch, 1551
- Brunnenfigur im Rathaus zu Hilpoltstein, wohl Werkstattarbeit um 1560.
- Eventuell die Neptunfigur in Hammer bei Laufamholz.
- Verschiedene Arbeiten auf den alten Nürnberger Friedhöfen (Johannis und Rochus).